# The Colour of My Love
A The Colour of My Love Céline Dion kanadai énekesnő harmadik angol nyelvű stúdióalbuma, összesen a tizennyolcadik albuma, mely 1993. november 3-án jelent meg Kanadában és az Egyesült Államokban.

## Háttér
A The Colour of My Love című albumon több olyan közreműködő segítette Céline munkáját, akik a Unison és a Celine Dion albumok munkálataiban is részt vettek, köztük David Foster, Walter Afanasieff és Diane Warren.
A nem amerikai verziókon a Just Walk Away című dal is hallható volt. A lemezt 1995-ben Japánban újra kiadták a To Love You More című bónusz dallal, mely listavezetővé tette a lemezt az országban. A dal később a Let's Talk About Love című lemezre is rákerült 1997-ben.
A lemez arról nevezetes, hogy annak ajánló részében vallotta meg a nyilvánosságnak először René Angélil iránt érzett érzéseit, amikor a borítón a „szerelme színének” (the colour of her love) nevezte Renét.
A lemezről két dal is Grammy-jelölést kapott; a When I Fall in Love és a The Power of Love, illetve számos díjat kapott az énekesnő eme album dalaiért.
Az album népszerűsítésére indult a The Colour of My Love Tour koncertsorozat 1994. február 14-én, melynek során három kontinensen 68 koncertet adott az énekesnő. A koncertfelvétel The Colour of My Love Concert címmel jelent meg 1995. október 19-én videókazettán, majd 1998-ban DVD-n is. 2008. szeptember 12-én kiadtak egy extra kiadványt, mely az album CD-t és a koncert DVD-t tartalmazta.

## Dalok listája
| #   | Cím                                                                       | Szerző(k)                                                         | Producer(ek)                   | Hossz |
| --- | ------------------------------------------------------------------------- | ----------------------------------------------------------------- | ------------------------------ | ----- |
| 1.  | The Power of Love                                                         | Candy DeRouge, Gunther Mende, Mary Susan Applegate, Jennifer Rush | David Foster                   | 5:43  |
| 2.  | Misled                                                                    | Jimmy Bralower, Peter Zizzo                                       | Ric Wake                       | 3:30  |
| 3.  | Think Twice                                                               | Andy Hill, Peter Sinfield                                         | Andy Hill, Peter Sinfield      | 4:47  |
| 4.  | Only One Road                                                             | Peter Zizzo                                                       | Ric Wake                       | 4:49  |
| 5.  | Everybody's Talkin' My Baby Down                                          | Arnie Roman, Russ DeSalvo                                         | Ric Wake                       | 4:01  |
| 6.  | Next Plane Out                                                            | Diane Warren                                                      | Guy Roche                      | 4:59  |
| 7.  | Real Emotion                                                              | Warren                                                            | Ric Wake                       | 4:26  |
| 8.  | When I Fall in Love (Clive Griffinnel)                                    | Edward Heyman, Victor Young                                       | David Foster                   | 4:20  |
| 9.  | Love Doesn't Ask Why                                                      | Phil Galdston, Barry Mann, Cynthia Weil                           | Walter Afanasieff              | 4:08  |
| 10. | Refuse to Dance                                                           | Charlie Dore, Danny Schogger                                      | Christopher Neil               | 4:21  |
| 11. | I Remember L.A.                                                           | Tony Colton, Richard Wold                                         | Christopher Neil               | 4:12  |
| 12. | No Living Without Loving You                                              | Warren                                                            | Guy Roche                      | 4:23  |
| 13. | Lovin' Proof                                                              | Warren                                                            | Ric Wake                       | 4:12  |
| 14. | Just Walk Away (Nemzetközi verzió bónusz dala)                            | Albert Hammond, Marti Sharron                                     | Steve Lindsay, Humberto Gatica | 4:58  |
| 15. | The Colour of My Love                                                     | David Foster, Arthur Ganov                                        | David Foster                   | 3:25  |
| 16. | To Love You More (1995 Japán korlátozott példányszámú kiadás bónusz dala) | David Foster, Junior Miles                                        | David Foster                   | 5:28  |

## Megjelenések
| Terület            | Megjelenés           | Kiadó                       | Formátum | Katalógusszám |
| ------------------ | -------------------- | --------------------------- | -------- | ------------- |
| USA                | 1993. november 9.    | Epic, 550                   | CD       | 57555         |
| Kanada             | 1993. november 9.    | Sony Music, Columbia        | CD       | 57555         |
| Japán              | 1993. december 2.    | Sony Music Japan, Epic, 550 | CD       | 4747432       |
| Egyesült Királyság | 1994. február 21.    | Sony Music, Epic, 550       | CD       | 4747432       |
| Ausztrália         | 1994. március 7.     | Sony Music, Epic, 550       | CD       | 4747432       |
| Franciaország      | 1994. június 10.     | Sony Music, Columbia        | CD       | 4747432       |
| Európa             | 2008. szeptember 12. | Sony Music, Columbia        | CD/DVD   | 88697374522   |
| Ausztrália         | 2008. október 27.    | Sony Music, Epic, 550       | CD/DVD   | 88697374522   |

## Listahelyezések
Az Egyesült Államokban több mint hat millió eladott példány után hatszoros platina minősítést el az album a Nielsen SoundScan adatai szerint 4 502 000 darab kelt el.
Európában négy milliós eladással négyszeres platinalemez lett az IFPI szerint. Több európai országban többszörös platinaminősítést szerzett, az Egyesült Királyságban ötszörös platinalemez lett. Ott öt héten át volt listavezető, miközben a Think Twice című kislemez a kislemezlistát vezette.
Kanadában 1,4 millió példányt értékesítettek és gyémántlemez lett. Japánban 1 millió példányt kelt el.
Ausztráliában és Új-Zélandon nyolcszoros illetve hatszoros platinaminősítést kapott. Az album 1995-ben Ausztráliában a második legsikeresebb lemez volt és abban az évben a leghosszabb időn át tartotta meg listavezető helyét.
Listavezető volt Norvégiában (10 hétig), Ausztráliában (8 hétig), az Egyesült Királyságban (7 hétig), Kanadában (6 hétig), Írországban (4 hétig), Belgium flamand területein (4 hétig) és Görögországban. Bekerült a legjobb tíz közé Írországban, Hollandiában, Új-Zélandon, Portugáliában, az Egyesült Államokban, Svédországban, Franciaországban, Japánban, Finnországban, Spanyolországban és Svájcban.

## Fogadtatás
Az AllMusic szerint az lemez sikeresnek bizonyult, ami a gondos munka, a profi dalszövegírás és Dion erős előadásának eredménye.

### Díjak
| Év   | Díj                    | Kategória |
| ---- | ---------------------- | --- |
| 1994 | Grammy-díj             | Best Instrumental Arrangement Accompanying Vocal(s) - David Foster és Jeremy Lubbock részére – When I Fall in Love |
| 1994 | Juno-díj               | Az év énekesnője                                                                                                   |
| 1994 | Félix-díj              | Az év művésznője                                                                                                   |
| 1994 | Félix-díj              | Québeci művész nem francia nyelven elért legnagyobb sikere                                                         |
| 1994 | Félix-díj              | A Québecen kívül legnagyobb sikert elérő québeci művész                                                            |
| 1995 | World Music Awards     | Az év legtöbb lemezt eladott kanadai művésznője                                                                    |
| 1995 | Ivor Novello Awards    | Az év dala – Think Twice                                                                                           |
| 1995 | Juno-díj               | Az év albuma |
| 1995 | Juno-díj               | A legsikeresebb album (külföldi vagy hazai)                                                                        |
| 1996 | MIDEM Awards           | 1995-ben több mint 10 millió Európában eladott lemezért                                                            |
| 1996 | Japan Gold Disc Awards | Az év nemzetközi dala – To Love You More                                                                           |
| 1996 | IRMA Awards            | Legjobb nemzetközi művésznő albuma                                                                                 |
| 1996 | Malta Music Awards     | Legsikeresebb nemzetközi művész                                                                                    |

## Helyezések és minősítések
| Lista                     | Legjobb helyezés |
| ------------------------- | ---------------- |
| Ausztrál albumlista       | 1                |
| Osztrák albumlista        | 18               |
| Belga Flamand albumlista  | 1                |
| Belga Vallón albumlista   | 13               |
| Kanadai Record albumlista | 1                |
| Kanadai RPM albumlista    | 1                |
| Holland albumlista        | 2                |
| Európai albumlista        | 4                |
| Finn albumlista           | 7                |
| Francia albumlista        | 7                |
| Német albumlista          | 16               |
| Görög albumlista          | 1                |
| Ír albumlista             | 1                |
| Olasz albumlista          | 11               |
| Japán albumlista          | 7                |
| Új-Zélandi albumlista     | 2                |
| Norvég albumlista         | 1                |
| Portugál albumlista       | 2                |
| Spanyol albumlista        | 7                |
| Svéd albumlista           | 4                |
| Svájci albumlita          | 9                |
| Brit albumlista           | 1                |
| US Amerikai Billboard 200 | 4                |

| Ország             | Minősítés1 |
| ------------------ | ---------- |
| Ausztrália         | 7x platina |
| Ausztria           | Arany      |
| Belgium            | 2x platina |
| Kanada             | Gyémánt    |
| Európa             | 4x platina |
| Finnország         | Platina    |
| Franciaország      | Platina    |
| Németország        | Arany      |
| Hollandia          | 3x platina |
| Új-Zéland          | 6x platina |
| Norvégia           | 3x platina |
| Spanyolország      | Platina    |
| Svédország         | Platina    |
| Svájc              | Platina    |
| Egyesült Királyság | 5x platina |
| USA                | 6x platina |

1A minősítések még korábbi feltételrendszer szerintiek, magasabb minősítési szintekkel, mint napjainkban

## Fordítás
Ez a szócikk részben vagy egészben  a   The Colour of My Love című angol Wikipédia-szócikk fordításán alapul.  Az eredeti cikk szerkesztőit annak laptörténete sorolja fel. Ez a jelzés csupán a megfogalmazás eredetét és a szerzői jogokat jelzi, nem szolgál a cikkben szereplő információk forrásmegjelöléseként.